# Faustina cingulella
Faustina cingulella is een slakkensoort uit de familie van de Helicidae. De wetenschappelijke naam van de soort is voor het eerst geldig gepubliceerd in 1837 door Rossmassler.